# Calyptraster gracilis
Calyptraster gracilis is een zeester uit de familie Pterasteridae.
De wetenschappelijke naam van de soort werd in 1988 gepubliceerd door Jangoux & Aziz.